# نایال بینز
نایال بینز (لندن، ۱۹۶۵) شاعر انگلیسی است که در اسپانیا زندگی می‌کند و به زبان اسپانیایی می‌نویسد.
او در آکسفورد، سانتیاگو و مادرید آکسفورد تحصیل کرده‌است و در پاریس و کویمبرا زندگی می‌کند. وی در دانشگاه Complutense در شهر مادرید ادبیات آمریکای لاتین تدریس می‌کند.

## جوایز
- جایزه شعر Villafranca del Bierzo، ۱۹۹۹
- جایزه بین‌المللی شعر گابریل سلایا، ۲۰۰۲

## کتاب‌های شعر
- ۵ آهنگ عاشقانه (Villafranca del Bierzo، ۱۹۹۹)
- Tratado sobre los buitres (Alzira، ۲۰۰۲)
- Canciones bajo el murrdago (مادرید، ۲۰۰۳)
- Oficio de carroñero (کاراکاس، ۲۰۰۶)
- Tratado sobre los buitres (Jujuy, Argentina، ۲۰۰۹، ۲ª ed.)
- سالیدو د مدر. Antología (سانتیاگو دو شیلی، ۲۰۱۰).
- Tratado sobre los buitres (سانتیاگو دو شیلی، ۲۰۱۱، ۳ª ویرایش با اشعار جدید).

## نسخه‌ها
- جورج تیلیر، الاربول د لا یادداشت. Antología poética (انتخاب و پرولوگ، مادرید، ۲۰۰۰)
- نیکانور پارا، پگیناس ان بلانکو (انتخاب، مادرید / سالامانکا، ۲۰۰۱)
- دیلن توماس، Muertes y entradas (انتخاب، ترجمه و پرولوگ در همکاری با Vanesa Perez-Sauquillo، مادرید، ۲۰۰۳)
- نیکانور پارا، Obras completas & algo + (مقدمه ای بر جلد اول و یادداشت‌ها، در همکاری با ایگناسیو اکواریا، بارسلون، ۲۰۰۶ و ۲۰۱۱)

## مقالات
- یونس و همکارانش: روانشناسی خود را در مدرنیته و پست مدرن (Bern، ۱۹۹۹)
- نیکانور پارا (مادرید، ۲۰۰۰)
- La poesía de Jorge Teillier: la tragedia de los lares (Concepción، شیلی، ۲۰۰۱)
- ¿Callejón sin salida؟ La crisis ecológica en la poesía hispanoamericana (زاراگوزا، ۲۰۰۴)
- La llamada de España. Escritores extranjeros en la guerra civil española (بارسلونا، ۲۰۰۴)
- Voluntarios con gafas. Escritores extranjeros en la guerra civil (مادرید، ۲۰۰۹).